# Vrbno pod Pradědem
Vrbno pod Pradědem (en allemand : Würbenthal) est une ville du district de Bruntál, dans la région de Moravie-Silésie, en République tchèque. Sa population s'élevait à 4 752 habitants en 2024.

## Géographie
Vrbno pod Pradědem se trouve à 16 km au nord-nord-ouest de Bruntál, à 72 km au nord-ouest d'Ostrava et à 211 km à l'est de Prague.
La commune est limitée par Heřmanovice au nord, par Holčovice et Karlovice à l'est, par Široká Niva au sud-est, par Světlá Hora, Andělská Hora, Ludvíkov et Malá Morávka au sud, et par Loučná nad Desnou et Bělá pod Pradědem à l'ouest.

## Histoire
La première mention écrite du village date de 1097.

## Patrimoine
Patrimoine religieux

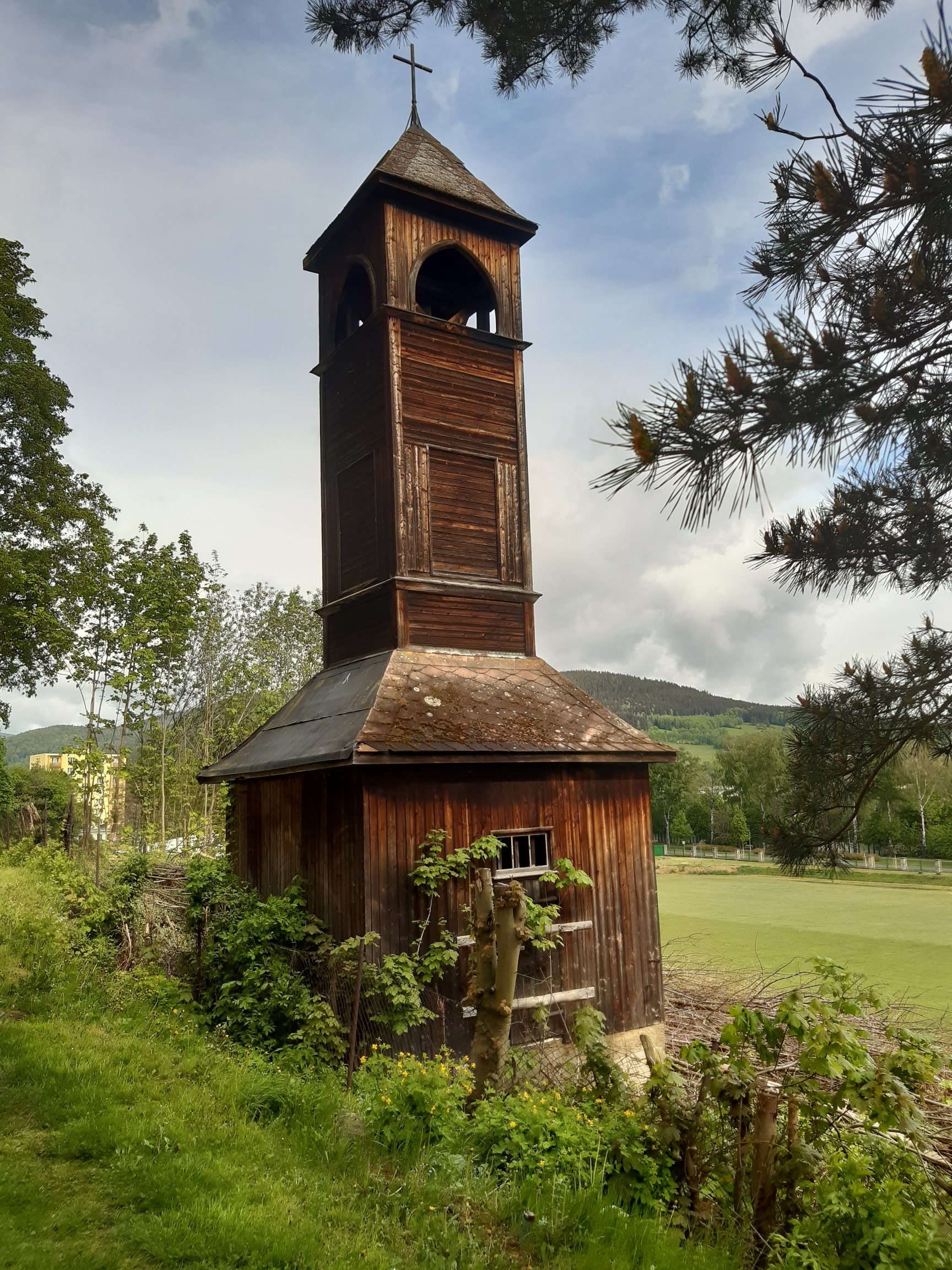
Tour-clocher en bois.
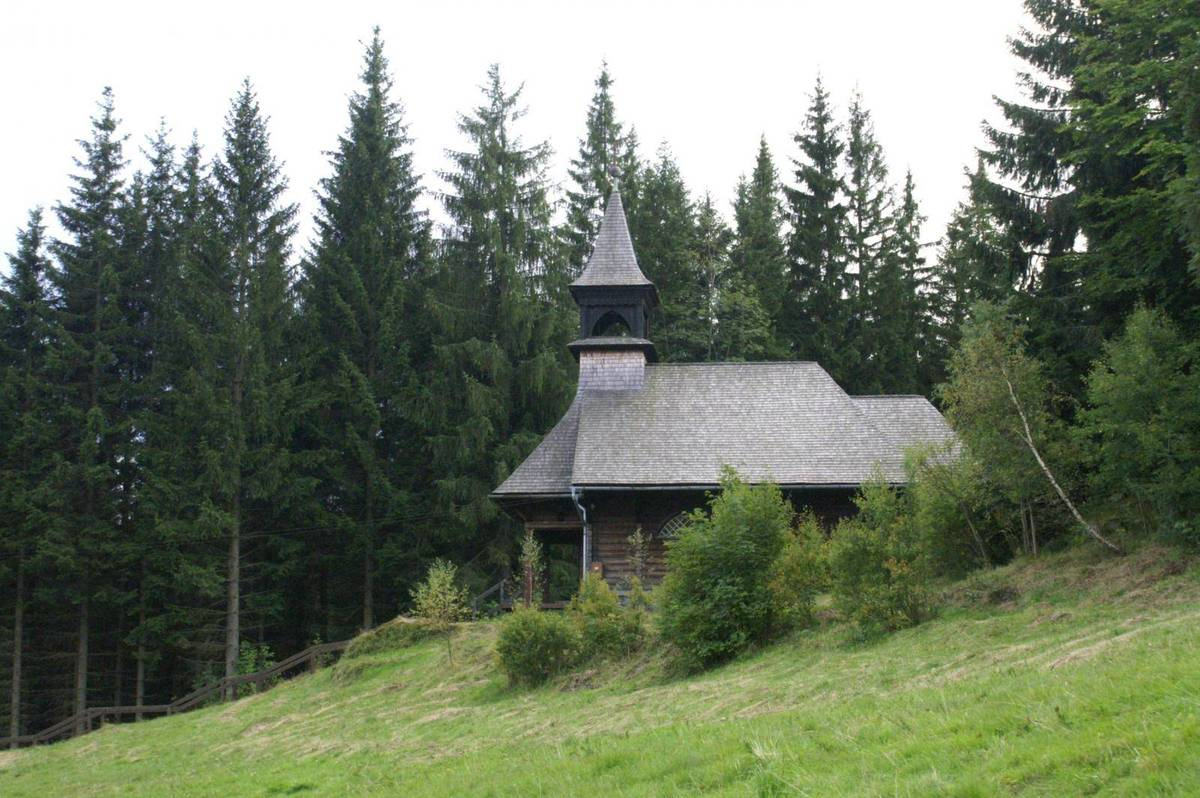
Chapelle Sainte-Hedwig.

## Transports
Par la route, Vrbno pod Pradědem se trouve à 23 km de Bruntál, à 58 km d'Opava, à 100 km d'Ostrava et à 271 km de Prague.

## Source
- (de) Cet article est partiellement ou en totalité issu de l’article de Wikipédia en allemand intitulé « Vrbno pod Pradědem » (voir la liste des auteurs).